# باب الجحيم (مسلسل)
باب الجحيم هو مسلسل أكشن لبناني، من إخراج أمين درة، مكوّن من موسمين، 8 حلقات لكل موسم.

## أحداث
تدور أحداث المسلسل عن قصة في بيروت العاصمة اللبنانية عام 2052، حيث يعيش المواطنين تحت نظام قمعي. تتغير حياة رجل يعيش حياة منعزلة عندما يجلب خلل تقني امرأة هاربة من النظام إلى منزله.

## الممثلون
- سينتيا صموئيل
- آدم بكري
- ريم خوري
- فادي أبي سمرا
- سعيد سرحان
- يمنى مروان
- هند خضرا

## تفاصيل
1. إنتاج: صباح إخوان
2. الكاتبة: ايلي كيروز
3. إخراج: أمين درة

## روابط خارجية
1. صفحة المسلسل على موقع السينما
2. شاهد نت MBC
3. تلفزيون كرمالك للمزيد الحلقات
4. باب الجحيم شبابيك